# Banánköztársaság (film)
A Banánköztársaság (eredeti cím: Bananas) 1971-ben bemutatott amerikai filmvígjáték, amelyet Woody Allen írt és rendezett. A főbb szerepekben Allen, Louise Lasser és Carlos Montalbán látható.

## Cselekmény
Az abszurd helyzetekben, a bohózati komikumban bővelkedő film főszereplője a frissen kifejlesztett eszközök kipróbálásából élő Fielding Mellish. A fiatalember megismerkedik egy emberi jogi aktivistával, Nancyvel, amikor az aláírásokat gyűjt a San Marcos-i forradalom támogatására. Kapcsolatuk során Fielding elkíséri a különböző tiltakozó megmozdulásokra, majd szakításuk után San Marcosba utazik. A banánköztársaságot irányító Emilio Molina Vargas tábornok úgy dönt, a lázadók egyenruhájába öltöztetett embereivel meggyilkoltatja Fieldinget, hogy így szerezzék meg az Amerikai Egyesült Államok anyagi támogatását rendszerüknek. Az akció balul sikerül, Fielding a lázadók közé kerül. Kiképzést kap és részt vesz kormányellenes, fegyveres akciókban. A felkelők megdöntik Vargas uralmát, a tábornok Floridába menekül. Fielding elnök lesz, majd álszakállban Amerikába utazik, hogy támogatást szerezzen az új rezsimnek. New Yorkban bíróság elé állítják hazaárulás miatt. Elítélik, de a büntetést nem kell letöltenie. Ismét összemelegszik Nancyvel, akit feleségül vesz. Nászéjszakájukat, csakúgy mint a film elején Vargas hatalomátvételét, egyenesben közvetíti a televízió.

## Szereplők
| Színész             | Szerep                        | Magyar hang                        | Magyar hang                   |
| Színész             | Szerep                        | - 1. magyar változat - (2000–2001) | - 2. magyar változat - (2007) |
| ------------------- | ----------------------------- | ---------------------------------- | ----------------------------- |
| Woody Allen         | Fielding Mellish              | Karácsonyi Zoltán                  | Szokol Péter                  |
| Louise Lasser       | Nancy                         | Für Anikó                          | Zborovszky Andrea             |
| Carlos Montalbán    | Emilio Molina Vargas tábornok |                                    |                               |
| Natividad Abascal   | Yolanda                       |                                    | nem szólal meg                |
| Jacobo Morales      | Esposito                      |                                    | Lélek Sándor Tibor            |
| Miguel Ángel Suárez | Luis                          |                                    |                               |

Érdekesség, hogy Louise Lasser 1966 és 1970 között Woody Allen felesége volt. A filmben egy szöveg nélküli szerepben feltűnik Sylvester Stallone.